# Matrimonio igualitario en Georgia
Georgia no reconoce el matrimonio igualitario ni las uniones civiles. La Constitución de Georgia prohíbe el reconocimiento legal del matrimonio entre personas del mismo sexo.

## Uniones civiles
A pesar de haber eliminando disposiciones que criminalizaban la homosexualidad y las relaciones sexuales consensuales entre personas del mismo sexo en 2000, Georgia no reconoce las uniones civiles, que ofrecerían a las parejas del mismo sexo un subconjunto de los derechos, beneficios y obligaciones del matrimonio. Las parejas del mismo sexo enfrentan muchos obstáculos legales en Georgia. No gozan de reconocimiento ni protección en ciertas áreas, lo que limita el «ejercicio de diversos derechos que sí están disponibles para las parejas heterosexuales». Las parejas del mismo sexo no pueden optar beneficios fiscales ni a préstamos para vivienda. Además, si uno de los miembros de la pareja fallece, el otro no tiene derecho a heredar legalmente los bienes del fallecido. Si uno de los miembros es hospitalizado, el otro no tiene derecho a visitarlo, ya que no se le considera familiar.
En abril de 2017, varias organizaciones de derechos humanos pidieron al Gobierno georgiano que legalizara las uniones civiles entre personas del mismo sexo. Desde enero de 2023, Georgia está obligada por la sentencia del Tribunal Europeo de Derechos Humanos en el caso Fedotova a brindar reconocimiento legal a las uniones entre personas del mismo sexo. El tribunal dictaminó que el Artículo 8 del Convenio Europeo de Derechos Humanos, garantiza el derecho a la vida privada y familia e impone a todos los estados miembros del Consejo de Europa la obligación positiva de reconocer las uniones homosexuales. Sin embargo, Georgia no ha realizado ninguna política en favor de la unión de personas del mismo sexo.

## Matrimonio igualitario
No existe reconocimiento legal de las parejas del mismo sexo ni a nivel nacional ni subnacional. Desde su promulgación en 1997, el Código Civil de Georgia define el matrimonio como una unión heterosexual, impidiendo así eficazmente los matrimonios entre personas del mismo sexo. Sin embargo, la Constitución de Georgia era neutral en cuanto al género, especificando que «El matrimonio se basará en la igualdad de derechos y la libre voluntad de los cónyuges».
Desde 2015, diversos activistas conservadores reunieron doscientas mil firmas para enmendar la constitución mediante un referéndum. La Comisión Electoral Central de Georgia aprobó la propuesta; sin embargo, no obtuvo la autorización del entonces presidente de Georgia, Giorgi Margvelashvili, quien anunció que no se celebraría un referéndum sobre la prohibición del matrimonio igualitario en la Constitución del país. En las elecciones parlamentarias de 2016, el partido Sueño Georgiano obtuvo mayoría y propuso la realización de una enmienda constitucional. La enmienda fue aprobada en septiembre de 2017, estableciendo que el matrimonio existe únicamente como «la unión entre una mujer y un hombre con el propósito de crear una familia».
En septiembre de 2024, Georgia aprobó una ley que reafirmaba el matrimonio como exclusivamente heterosexual y limitaba los derechos de las parejas LGBT.

## Opinión pública
Según una encuesta realizada por el Pew Research Center en 2017, el 3% de los encuestados en Georgia apoyaba el matrimonio igualitario, mientras que el 95% se oponía y el 2% estaba indeciso o se había negado a responder. El apoyo fue menor al 1% entre musulmanes y 3% entre cristianos ortodoxos.
Una encuesta de la organización Women’s Initiatives Supporting Group de 2022 mostró que el 10.3% de los georgianos consideraban el matrimonio entre personas del mismo sexo como «aceptable» (4% «completamente» y 6.3% «mayormente»), mientras que el 74.6% lo consideraban «inaceptable» (66.5% «completamente» y 8.1% «mayormente»). Esto representó una baja al rechazo del matrimonio igualitario respecto a 2016, cuando el 88.8% se oponía.